# Dimitrakopulo
Dimitrakopulo és una marca de vi de Turquia.

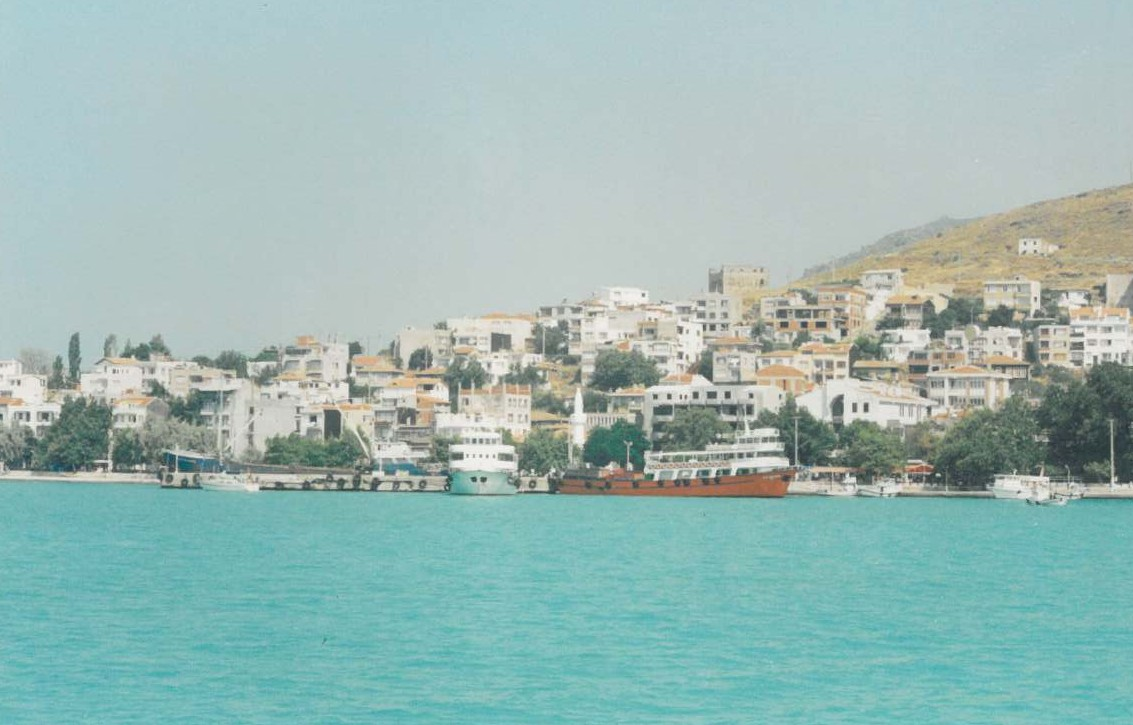
Imatge d'Avşa, origen del raïm que s'usa per produir aquest vi

El productor de vi i altres begudes alcohòliques Dimitrakopulo Biraderler
(Germans Dimitrakopulo) va establir la marca l'any 1883 a Istanbul.
Tradicionalment el vi Dimitrakopulo es fa amb les varietats de raïm Şenso i Karasalkım de l'Illa de Avşa, districte de Màrmara (Balıkesir) a la Mar de Màrmara. (p. 83) (p. 511)
Als anys 20, Dimitrakopulo també produïa rakı, però amb l'establiment del TEKEL (monopoli de l'Estat turc) va acabar abandonant la producció. (p. 26) El rakı de Dimitrakopulo era un dels favorits de Mustafa Kemal Atatürk.
La marca avui pertany a la família Aral, també productors de vi (a l'illa Bozcaada) des de la primera dècada de 1900, i és representada per Osman Latif Aral, la tercera generació.

## Literatura
Jak Deleon, escriptor sefardita turc, fa referència en el seu llibre "İstanbul barları; Meyhane üzre rûzname; Bodrum barları" (Bars d'Istanbul, Bars de Bodrum, Dietari de Meyhane, p. 133) a Dimitrakopulo com un vi popular dels meyhane (tavernes) d'Istanbul.